# Groupe A des éliminatoires de la Coupe d'Afrique des nations de football 2019
Le Groupe A des qualifications à la Coupe d'Afrique des nations de football 2019 est une compétition qualificative pour la phase finale de la Coupe d'Afrique des nations de football 2019.  Ce groupe est composé de la Guinée équatoriale, de Madagascar, du Sénégal et du Soudan. Le Sénégal et Madagascar terminent aux deux premières places du groupe et se qualifient pour la CAN qui se déroule en juin 2019.

## Tirage au sort
Le tirage au sort se déroule le 12 janvier 2017 à Libreville. Les 51 sélections africaines sont classées dans cinq chapeaux selon un classement CAF construit à partir des résultats dans les CAN précédentes.
Le tirage au sort désigne les équipes suivantes dans le groupe A :
- Chapeau 1 : Sénégal (12e du classement CAF)
- Chapeau 2 : Guinée équatoriale (16e du classement CAF)
- Chapeau 3 : Soudan (32e du classement CAF)
- Chapeau 5 : Vainqueur de Sao Tomé-et-Principe (47e du classement CAF) - Madagascar (46e du classement CAF)

Au premier tour, Madagascar élimine Sao Tomé-et-Principe sur une confrontation aller-retour (1-0 ; 3-2) en mars 2017.

## Déroulement
La 1re journée se déroule en juin 2017. A cette occasion, le Sénégal et Madagascar s'imposent largement, respectivement face à la Guinée-équatoriale (3-0) et au Soudan (3-1).
La deuxième journée, jouée en septembre 2018, est marquée par la bousculade à l'entrée du stade municipal de Mahamasina avant le coup d'envoi de Madagascar-Sénégal, causant au moins 1 mort et 37 blessés. Le match se déroule tout de même à l'horaire prévu. Après avoir mené deux fois, le Sénégal concède le match nul (2-2).
La veille, la Guinée-équatoriale bat le Soudan (1-0).
La troisième journée permet au Sénégal et à Madagascar de se rapprocher de la qualification, en s'imposant respectivement face au Soudan (3-0) et à la Guinée-équatoriale (1-0). Cette qualification est acquise à l'issue de la journée suivante.

## Résultats

### Classement
| Rang | Équipe             | Pts | J | G | N | P | Bp | Bc | Diff |  | Résultats (▼ dom., ► ext.) |     |     |     |     |
| ---- | ------------------ | --- | - | - | - | - | -- | -- | ---- |  | -------------------------- | --- | --- | --- | --- |
| 1    | Sénégal            | 16  | 6 | 5 | 1 | 0 | 12 | 2  | +10  |  | Sénégal                    |     | 2-0 | 3-0 | 3-0 |
| 2    | Madagascar         | 10  | 6 | 3 | 1 | 2 | 8  | 8  | 0    |  | Madagascar                 | 2-2 |     | 1-0 | 1-3 |
| 3    | Guinée équatoriale | 6   | 6 | 2 | 0 | 4 | 5  | 7  | -2   |  | Guinée équatoriale         | 0-1 | 0-1 |     | 1-0 |
| 4    | Soudan             | 3   | 6 | 1 | 0 | 5 | 5  | 13 | -8   |  | Soudan                     | 0-1 | 1-3 | 1-4 |     |

### Matchs
1re journée
| 9 juin 2017 | Soudan       | 1 - 3 | Madagascar                               | Al Merreikh Stadium, Khartoum |                         |
| 22h00 UTC+3 | El Tahir 72e | (0-1) | 15e 83e Andriatsima · 62e (pen.) Carolus | Arbitrage : Sadok Selmi       | Arbitrage : Sadok Selmi |
| 22h00 UTC+3 | Rapport      |       |                                          | Arbitrage : Sadok Selmi       | Arbitrage : Sadok Selmi |

| 10 juin 2017 | Sénégal                 | 3 - 0 | Guinée équatoriale | Stade Léopold Sédar Senghor, Dakar |                            |
| 21h00 UTC    | Sow 1re 72e · Gueye 90e | (1-0) |                    | Arbitrage : Rédouane Jiyed         | Arbitrage : Rédouane Jiyed |
| 21h00 UTC    | Rapport                 |       |                    | Arbitrage : Rédouane Jiyed         | Arbitrage : Rédouane Jiyed |

2e journée :
| 8 septembre 2018 | Guinée équatoriale | 1 - 0 | Soudan | Stade Nkoantoma, Bata                  |                                        |
|                  | Nsue 30e           | (1-0) |        | Arbitrage : Hélder Martins de Carvalho | Arbitrage : Hélder Martins de Carvalho |
|                  | Rapport            |       |        | Arbitrage : Hélder Martins de Carvalho | Arbitrage : Hélder Martins de Carvalho |

| 9 septembre 2018 | Madagascar                    | 2 - 2 | Sénégal                      | Stade municipal de Mahamasina, Antananarivo |                          |
|                  | Voavy 44e · Kouyaté 66e (csc) | (1-1) | 26e Konaté · 63e Keita Baldé | Arbitrage : Joshua Bondo                    | Arbitrage : Joshua Bondo |
|                  | Rapport                       |       |                              | Arbitrage : Joshua Bondo                    | Arbitrage : Joshua Bondo |

3e journée :
| 13 octobre 2018 | Sénégal                           | 3 - 0 | Soudan | Stade Léopold Sédar Senghor, Dakar |                                   |
| 19h00 (UTC)     | Cissé 17e · Gueye 18e · Niang 50e | (2-0) |        | Arbitrage : Bamlak Tessema Weyesa  | Arbitrage : Bamlak Tessema Weyesa |
| 19h00 (UTC)     | Rapport                           |       |        | Arbitrage : Bamlak Tessema Weyesa  | Arbitrage : Bamlak Tessema Weyesa |

| 13 octobre 2018 | Guinée équatoriale | 0 - 1 | Madagascar      | Stade Nkoantoma, Bata         |                               |
|                 |                    | (0-1) | 19e Andriatsima | Arbitrage : Mehdi Abid Charef | Arbitrage : Mehdi Abid Charef |
|                 | Rapport            |       |                 | Arbitrage : Mehdi Abid Charef | Arbitrage : Mehdi Abid Charef |

4e journée :
| 16 octobre 2018 | Madagascar           | 1 - 0 | Guinée équatoriale | Complexe culturel et sportif de la CNAPS, Antananarivo |                             |
| 11h30 (UTC)     | Rakotoharimalala 42e | (1-0) |                    | Arbitrage : Mahamadou Keita                            | Arbitrage : Mahamadou Keita |
| 11h30 (UTC)     | Rapport              |       |                    | Arbitrage : Mahamadou Keita                            | Arbitrage : Mahamadou Keita |

| 16 octobre 2018 | Soudan  | 0 - 1 | Sénégal  | Khartoum Stadium, Khartoum   |                              |
|                 |         | (0-0) | 86e Sarr | Arbitrage : Mustapha Ghorbal | Arbitrage : Mustapha Ghorbal |
|                 | Rapport |       |          | Arbitrage : Mustapha Ghorbal | Arbitrage : Mustapha Ghorbal |

5e journée :
| 17 novembre 2018 | Guinée équatoriale | 0 - 1 | Sénégal            | Stade Nkoantoma, Bata               |                                     |
|                  |                    | (0-0) | 52e (csc) Meseguer | Arbitrage : Mahmoud Zakaria Mohamed | Arbitrage : Mahmoud Zakaria Mohamed |
|                  | Rapport            |       |                    | Arbitrage : Mahmoud Zakaria Mohamed | Arbitrage : Mahmoud Zakaria Mohamed |

| 18 novembre 2018 | Madagascar            | 1 - 3 | Soudan                             | Complexe culturel et sportif de la CNAPS, Antananarivo |                                   |
|                  | Andriamanitsinoro 77e | (0-1) | 2e Musa · 61e Abuaagla · 85e Yasir | Arbitrage : Bamlak Tessema Weyesa                      | Arbitrage : Bamlak Tessema Weyesa |
|                  | Rapport               |       |                                    | Arbitrage : Bamlak Tessema Weyesa                      | Arbitrage : Bamlak Tessema Weyesa |

6e journée :
| 22 mars 2019 | Soudan      | 1 - 4 | Guinée équatoriale                           | Al Hilal Stadium, Omdurman |                         |
|              | Mokhtar 15e | (1-2) | 19e (pen.) 36e Nsue · 49e Ganet · 85e Obiang | Arbitrage : Ahmed Touré    | Arbitrage : Ahmed Touré |
|              | Rapport     |       |                                              | Arbitrage : Ahmed Touré    | Arbitrage : Ahmed Touré |

| 23 mars 2019 | Sénégal       | 2 - 0 | Madagascar | Stade Lat-Dior, Thiès        |                              |
| 19h00 (UTC)  | Niang 27e 56e |       |            | Arbitrage : Youssef Essrayri | Arbitrage : Youssef Essrayri |
| 19h00 (UTC)  | Rapport       |       |            | Arbitrage : Youssef Essrayri | Arbitrage : Youssef Essrayri |

## Liste des buteurs
3 buts :
- Emilio Nsue
- Faneva Andriatsima
- M'Baye Niang

2 buts :
- Andria Carolus
- Idrissa Gueye
- Moussa Sow

1 but :
- Pablo Ganet
- Pedro Obiang
- Njiva Rakotoharimalala
- Paulin Voavy
- Keita Baldé
- Pape Abou Cissé
- Pape Moussa Konaté
- Sidy Sarr
- Abuaagla Abdalla
- Athar El Tahir
- Mohamed Mokhtar
- Mohamed Musa Idris
- Yasir Muzamil